# Kazuki Nagasawa
Kazuki Nagasawa (n. 16 decembrie 1991, Togane, Prefectura Chiba, Japonia) este un fotbalist japonez.
Nagasawa a debutat la echipa națională a Japoniei în anul 2017.

## Statistici
| Japonia | Japonia | Japonia |
| An      | Meciuri | Goluri  |
| ------- | ------- | ------- |
| 2017    | 1       | 0       |
| Total   | 1       | 0       |